# Ascidia meridionalis
Ascidia meridionalis är en sjöpungsart som beskrevs av William Abbott Herdman 1880. Ascidia meridionalis ingår i släktet Ascidia och familjen Ascidiidae.
Artens utbredningsområde är Södra Ishavet. Inga underarter finns listade i Catalogue of Life.